# Greenville Triumph Soccer Club
Il Greenville Triumph Soccer Club, conosciuto anche come Greenville Triumph SC o più semplicemente come Greenville Triumph, è un club calcistico professionistico statunitense con base a Greenville, nella Carolina del Sud, che disputa le proprie partite casalinghe presso il Legacy Early College Field, impianto da 4.000 posti a sedere.
Attualmente partecipa alla USL League One, campionato di terzo livello.

## Storia
Dopo l'annuncio dell'aprile 2017 della nascita di un nuovo campionato di terza divisione organizzato dalla United Soccer League, il vice presidente della USL Steven Short ha visitato Greenville a luglio dello stesso anno, dichiarando in quell'occasione che la città era uno dei candidati principali per una franchigia nella lega.
Il 13 marzo 2018, il club venne annunciato come terzo membro fondatore del nuovo campionato, denominato USL League One, che sarebbe partito l'anno successivo. Proprietario di maggioranza della società era l'imprenditore Joe Erwin. Il nome della squadra, assieme allo stemma ufficiale, furono poi svelati qualche mese più tardi, il 9 agosto.
Da inizio 2019 il Greenville Triumph partecipa alla USL League One. Il debutto ufficiale del club in campionato arrivò nella gara inaugurale della lega del 29 marzo 2019 sul campo del Tormenta. Nonostante quella sconfitta, la squadra disputò un'ottima stagione ed arrivò fino alla finale del campionato, dove però si arrese per 1-0 al North Texas.
La vittoria del campionato arrivò però nella stagione 2020: dopo essersi classificato al primo posto della stagione regolare, il titolo di campione è stato assegnato di diritto al Triumph in seguito alla cancellazione della finale causata dai numerosi casi di positività al COVID-19 registrati tra le file degli sfidanti per il titolo, l'Union Omaha, in virtù della migliore media punti avuta nel corso della stagione.
Dopo aver concluso la stagione regolare al secondo posto, nel 2021 il Greenville Triumph raggiunse per il terzo anno consecutivo la finale della League One, dove uscì però sconfitto per 3-0 dall'Union Omaha.

## Palmarès

### Competizioni nazionali
- USL League One: 1

2020
- Players' Shield : 1

2020

### Altri piazzamenti
- USL League One:

Secondo posto: 2019, 2021